# Trina Jackson
Trina Marie Jackson, nach Heirat Trina Falca (* 16. Februar 1977), ist eine ehemalige Schwimmerin aus den Vereinigten Staaten, die eine olympische Goldmedaille und bei Weltmeisterschaften eine Silbermedaille gewann. Bei Panamerikanischen Spielen erschwamm sie drei Goldmedaillen. 

## Karriere
Trina Jackson besuchte die Bolles School in Jacksonville und studierte danach an der University of Arizona.
Bei den Pan Pacific Swimming Championships 1993 in Kōbe belegte Trina Jackson den fünften Platz über 400 Meter Freistil und über 800 Meter Freistil. Über 1500 Meter Freistil belegte sie den vierten Platz. Ende 1993 fanden in Palma de Mallorca die Kurzbahnweltmeisterschaften 1993 statt. Jackson wurde Vierte über 400 Meter Lagen. Über 400 Meter Freistil erkämpfte sie die Silbermedaille hinter ihrer Landsfrau Janet Evans und vor der Australierin Julie Majer. Über 800 Meter Freistil gewann Janet Evans vor Julie Majer, Trina Jackson belegte den dritten Platz. Die 4-mal-200-Meter-Staffel der Vereinigten Staaten mit Trina Jackson, Janet Evans, Sarah Perroni und Paige Wilson erschwamm die Bronzemedaille hinter den Chinesinnen und den Australierinnen.
Im März 1995 bei den Panamerikanischen Spielen in Mar del Plata erhielt Jackson drei Goldmedaillen. Sie siegte über 800 Meter Freistil, 200 Meter Schmetterling und mit der 4-mal-200-Meter-Freistilstaffel. Im August des Jahres 1995 wurden die Pan Pacific Swimming Championships in Atlanta ausgetragen. Jackson scheiterte im Vorlauf über 100 Meter Schmetterling und wurde Siebte über 200 Meter Schmetterling. Über 200 Meter Freistil erreichte sie den fünften Platz. Über 400 Meter Freistil wurde sie Zweite hinter ihrer Landsfrau Brooke Bennett und vor der Australierin Hayley Lewis. Über 800 Meter Freistil siegte Lewis vor Bennett und Jackson. Die 4-mal-200-Meter-Freistilstaffel der Vereinigten Staaten gewann den Titel vor den Australierinnen und den Kanadierinnen.
Bei den Olympischen Spielen 1996 in Atlanta erreichte Trina Jackson dreimal das Finale. Über 200 Meter Freistil siegte Claudia Poll aus Costa Rica vor den Deutschen Franziska van Almsick und Dagmar Hase, eine Hundertstelsekunde hinter Hase belegte Jackson den vierten Rang. Die 4-mal-200-Meter-Freistilstaffel der Vereinigten Staaten mit Lisa Jacob, Ashley Whitney, Sheila Taormina und Annette Salmeen erreichte den Endlauf mit der schnellsten Vorlaufzeit. im Finale schwammen Trina Jackson, Cristina Teuscher, Sheila Taormina und Jenny Thompson fünf Sekunden schneller als die Vorlaufstaffel und gewannen mit 1,68 Sekunden Vorsprung vor der deutschen Staffel. Auch die nur im Vorlauf eingesetzten Schwimmerinnen erhielten Medaillen. Jackson erreichte in Atlanta auch das Finale über 200 Meter Schmetterling und wurde Achte.
Zwei Jahre später bei den Weltmeisterschaften 1998 in Perth schwammen im Vorlauf der 4-mal-200-Meter-Freistilstaffel Trina Jackson, Ashley Whitney, Lindsay Benko und Cristina Teuscher die schnellste Zeit. Im Finale siegte die deutsche Staffel vor Jenny Thompson, Brooke Bennett, Lindsay Benko und Cristina Teuscher. Auch hier wurden die nur im Vorlauf eingesetzten Schwimmerinnen mit Medaillen ausgezeichnet.
Trina Jackson arbeitete nach ihrer Karriere als Schwimmlehrerin und Fitnesstrainerin in Phoenix.